# Psamófito

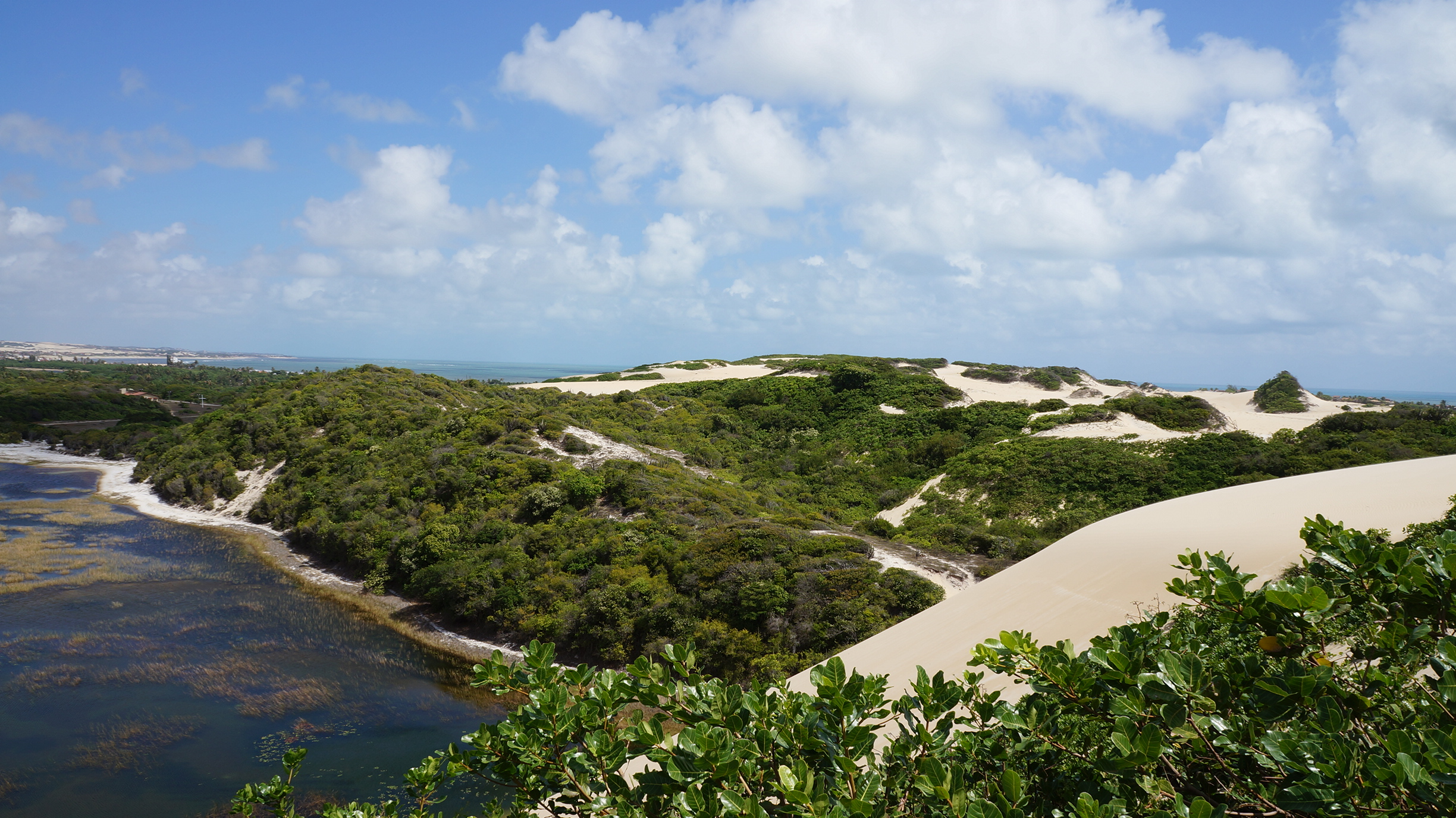
Praia de Genipabu, presença de vegetação psamófita.

Psamófito (Psammophytum) é um grupo de plantas que têm o seu habitat em lugares secos e arenosos.